# Johan Christian Fabricius
Johann Christian Fabricius (7. ledna 1745 – 3. března 1808) byl dánský entomolog, lepidopterolog, koleopterolog a ekonom.
Fabricius se narodil v Tønderu ve Šleswigském vévodství. Studoval na gymnáziu v Altoně a následně v roce 1762 na univerzitě v Kodani. Později téhož roku odcestoval se svým kamarádem a příbuzným Johanem Zoegou do Uppsaly, kde na místní univerzitě dva roky studoval u Carla von Linné.
Fabricius zpracovával členovce a specializoval se na hmyz, přičemž klasifikoval především pavouky včetně pavouka černá vdova. Od roku 1775 byl profesorem přírodních věd, ekonomie a peněžnictví na univerzitě v Kielu. Pravidelně navštěvoval Londýn, kde studoval mnohé sbírky hmyzu.

## Dílo
- Genera Insectorum (1776)
- Species Insectorum (1781)
- Mantissa Insectorum (1787)
- Entomologicae Systematica I–IV (1792–1794)
- Supplementum Entomologiae Systematicae (1798)